# Liste der Fließgewässer in Graz

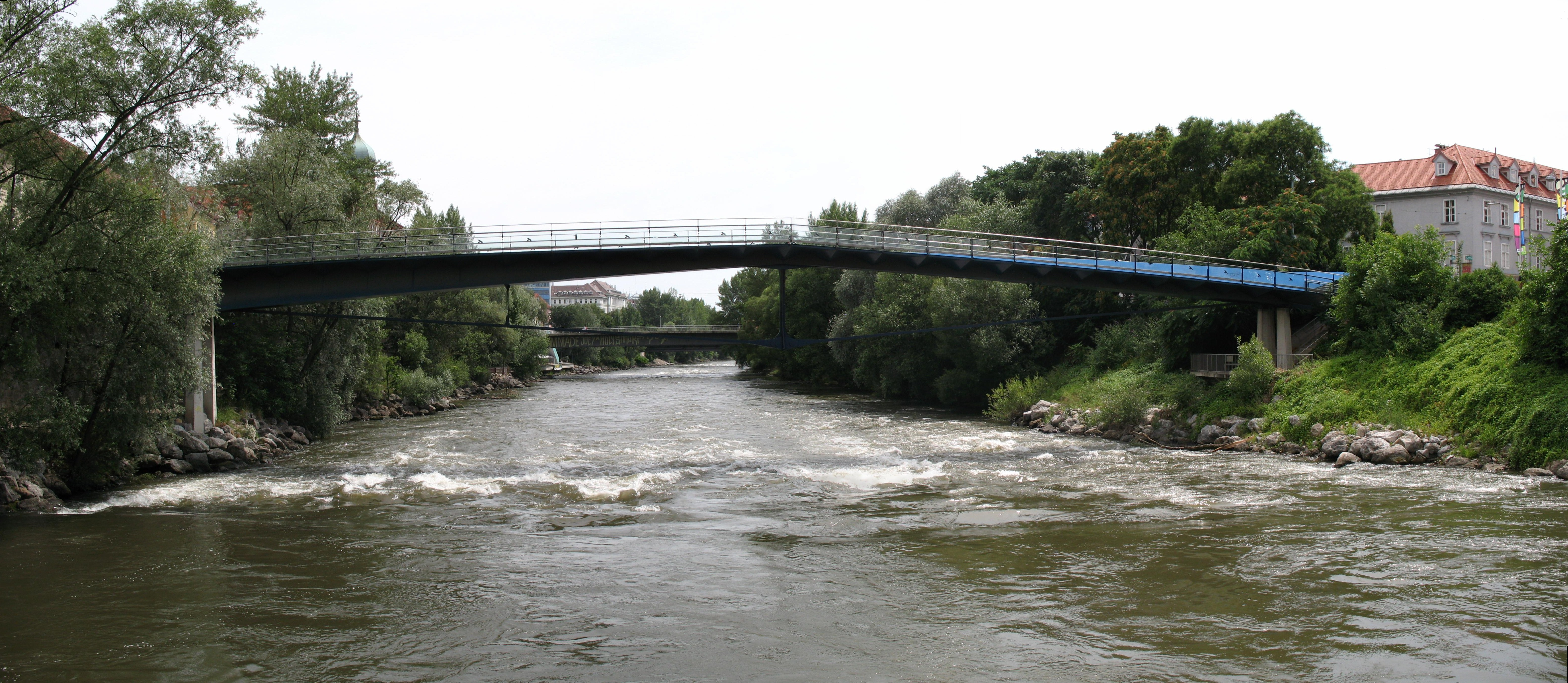
Die Mur entwässert das Grazer Stadtgebiet in Richtung Süden

Diese Liste enthält alle perennierenden und intermittierenden Fließgewässer im Grazer Stadtgebiet, gereiht nach ihrer Einmündung in den Vorfluter Mur. Die Mur durchquert die Stadt von Nord nach Süd und liegt im Flusssystem der Donau. Angegeben sind jeweils das orographische Ufer und die Fließstrecke.

## Fließgewässer in Graz

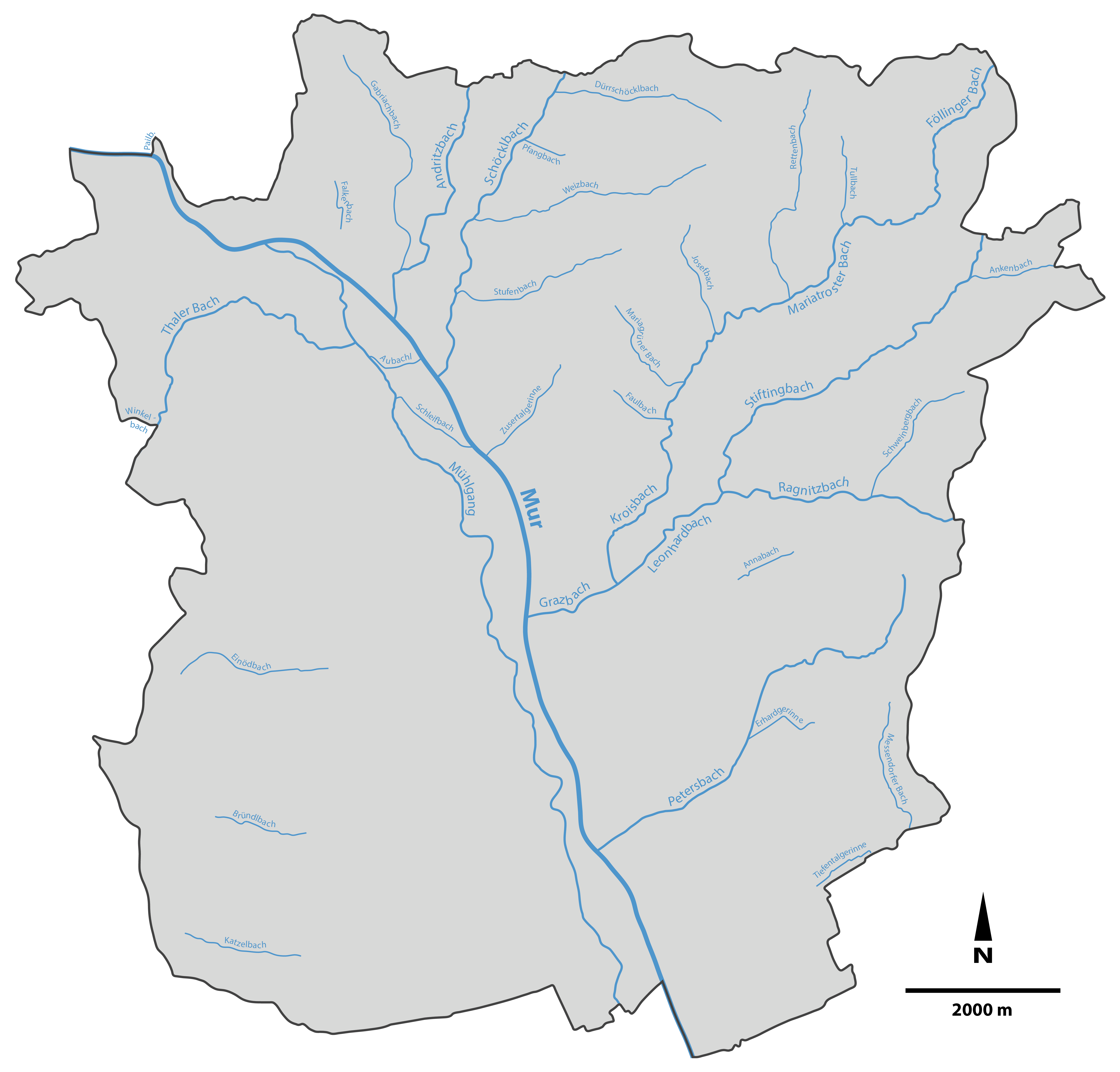
Fließgewässer in Graz

Direkte und indirekte Zuflüsse zur Mur
- Mur, 15,77 km (Gesamtlänge 453 km)
  - Pailbach (linker Zufluss), 0,23 km (4,12 km)
  - Abfluss Grazer Mühlgang (rechts), 12,46 km (25 km)
    - Thaler Bach (rechts), 5,07 km (6,19 km)
      - Winkelbach (links), 0,53 km (3,3 km)

    - Abfluss Aubachl (rechts in die Mur), 0,69 km
    - Abfluss Schleifbach (rechts in die Mur), 1,3 km

  - Falkenbach (links), 0,67 km
  - Andritzbach (links), 3,76 km (8,8 km[3])
    - Gabriachbach (rechts), 3,4 km

  - Schöcklbach (links), 4,87 km (8,63 km)
    - Dürrschöcklbach oder Dürrgrabenbach (links), 2,34 km
    - Pfangbach (links), 0,58 km
    - Weizbach (links), 3,38 km
    - Stufenbach (links), 2,43 km

  - Zusertalgerinne (links), 1,58 km
  - Grazbach (links), 1,29 km[A 2]
    - Mariatroster Bach (im Oberlauf Föllinger Bach, im Unterlauf Kroisbach) (rechts), 11,67 km (12,47 km)
      - Tullbach (rechts), 1,26 km
      - Rettenbach (mit der Rettenbachklamm) (rechts), 3,28 km
      - Josefbach (rechts), 1,57 km
      - Mariagrüner Bach (rechts), 1,57 km
      - Faulbach (rechts), 0,9 km

    - Leonhardbach (links), 1,99 km
      - Stiftingbach (rechts), 6,49 km (8,55 km)
        - Ankenbach oder Ankesbach (links), 1,53 km (2,5 km)

      - Ragnitzbach (links), 3,45 km (8,03 km)
        - Schweinbergbach (rechts), 2,2 km

      - Annabach (links), 0,86 km

  - Petersbach (Mur) (links), 6,35 km
    - Erhardgerinne (links), 1,03 km

  - Raababach (Bezirk Graz-Umgebung) (links)
    - Tiefentalgerinne (rechts), 0,94 km
      - Messendorfer Bach (rechts), 1,84 km (2,73 km)

Ohne Verbindung zur Mur (Einleitung ins Kanalnetz)
- Einödbach (rechts), 2,22 km
- Bründlbach (rechts), 1,3 km
- Katzelbach (rechts), 1,59 km